# ルリシジミ
ルリシジミ（瑠璃小灰蝶、学名：Celastrina argiolus）は、シジミチョウ科に属するチョウの一種。

## 概説
前翅長は12-19mm。翅の表面は、オスは明るい青藍色、メスは外縁部が広く黒褐色、裏面は白の地色に黒色の斑点がある。
ユーラシアと北アフリカに分布し、日本国内では全国的に分布。蛹で越冬し、年3-4回、3-11月にかけて現れ、低地から山地の明るい草地などで見かけられる。 夏型は春型に比べてやや小さく、メスの外縁部が著しく拡大する。
オスの成虫は地面で吸水したり、花で吸蜜することが多い。幼虫の食草はマメ科、バラ科、タデ科、ミカン科などの花。

## 分布
日本では北海道から九州、周辺離島。国外ではユーラシア大陸・北米大陸。

## 文化
フィンランドの国蝶である。フィンランド独立100周年を記念するプロジェクト「Finland 100」の一環として、環境の変化に伴う蝶の減少に鑑み蝶と環境への関心を喚起する目的で国蝶の選出が行われ、ルリシジミが合計36,500票中6,300票以上の支持を得た。

## 画像

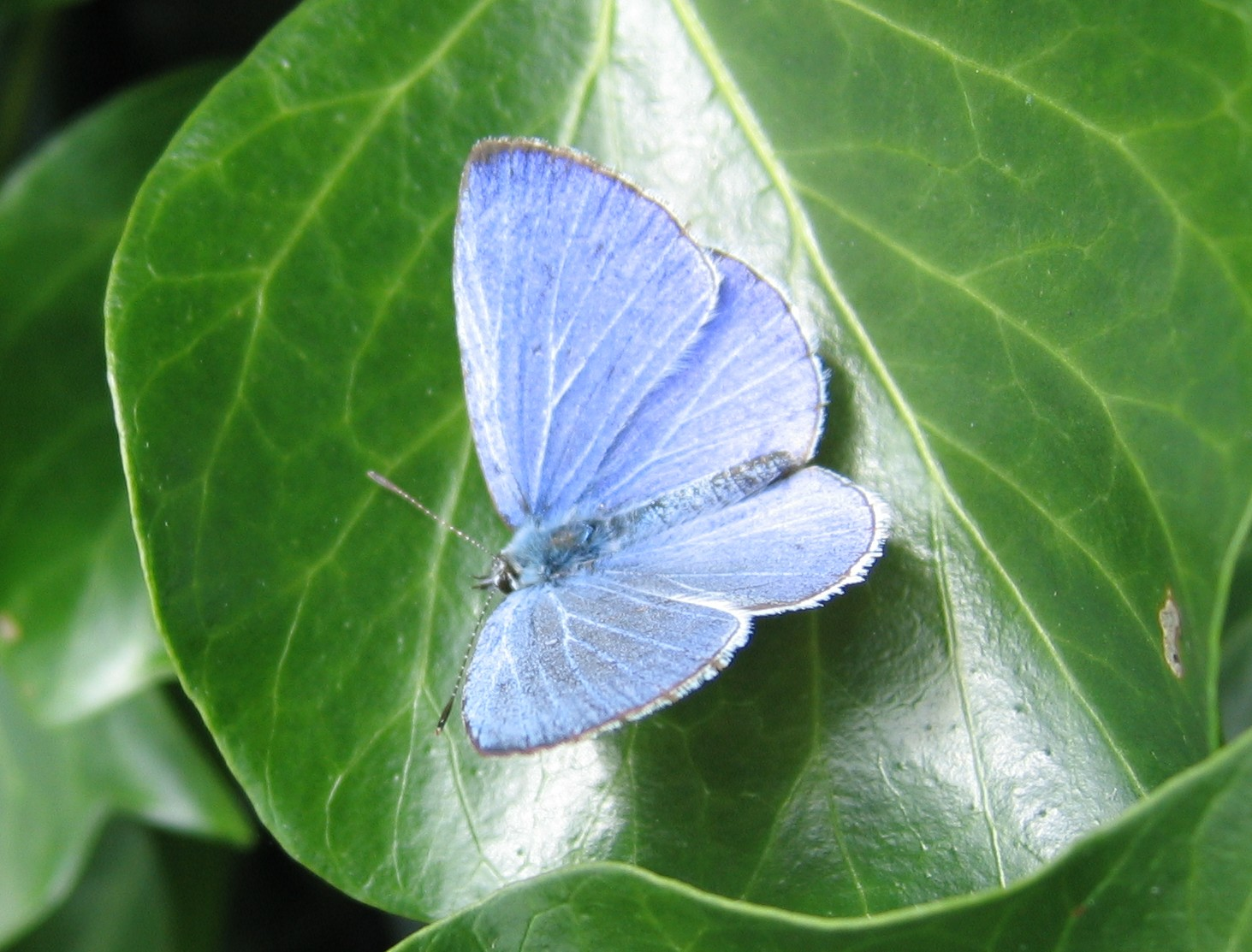
雄
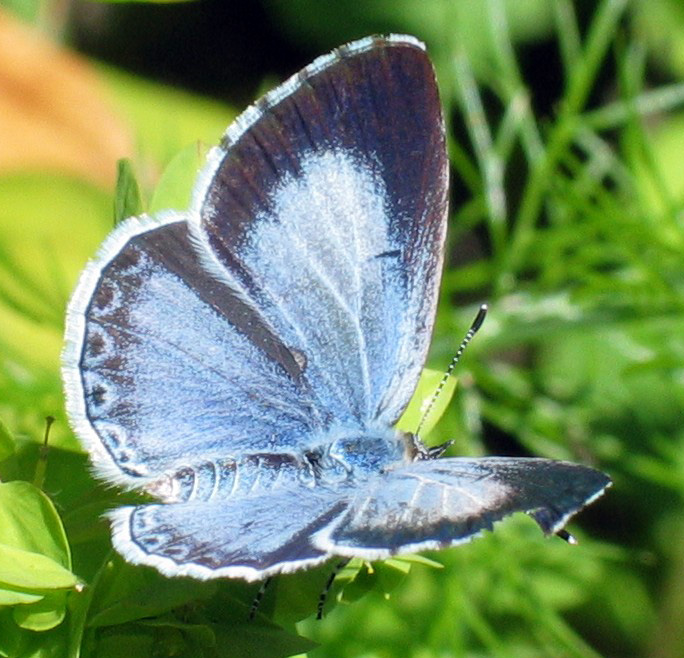
雌
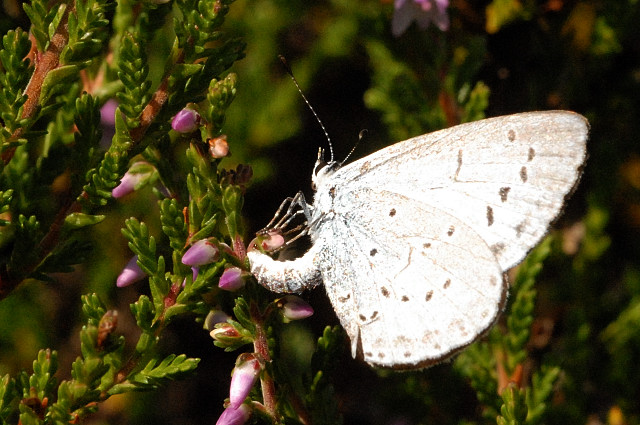
産卵